# 올 미디어 네트워크
올 미디어 네트워크(All Media Network, 이전 이름: 올 미디어 가이드/AMG 및 올로비/AllRovi)는 올뮤직, 올게임, 올무비, 사이드릴, Celebified를 소유하고 관리하는 미국의 기업이다. 이 회사는 1990년 대중문화 기록 보관 담당자 Michael Erlewine이 설립하였다.
올 뮤직 가이드 (현재의 올뮤직)은 1991년에 시작하였다. 1994년 올 무비 가이드(현재의 올무비)가 시작되었으며 1998년에는 올 게임 가이드 (현재의 올게임)이 시작되었다.

### 올뮤직

올뮤직 로고.

### 올무비

올무비 로고.

## 서비스와 제품

### 올게임

올게임 로고.

올게임은 1998년부터 2014년까지 올 게임 가이드로 활동했으며 미국에서 출시된 수많은 콘솔, 핸드헬드, 아케이드, PC 게임에 관한 정보와 리뷰를 제공했다.

### 사이드릴

사이드릴 로고.

### Celebified
Celebified는 2012년에 시작되었으며 유명인사 뉴스 및 인터뷰를 제공한다.